# Saint-Roch (barri de Quebec)
Saint-Roch és un dels 35 quartiers (barri) de la Ciutat de Quebec a l'arrondissement de La Cité-Limoilou.

## Geografia
El barri de Saint-Roch es troba en el que comunament s'anomena la basse-ville de Québec (ciutat baixa de Quebec). Limita al sud amb el turó de Quebec (colline de Québec), el coteau Sainte-Geneviève i la côte d'Abraham, a l'oest amb el bulevard Langelier, a l'est amb l'autopista Dufferin-Montmorency i al nord amb el riu Saint-Charles.
Saint-Roch, un dels barris més densos de la ciutat, està estructurat principalment en carrers encreuats en angle recte. Està travessat d'est a oest pel bulevard Charest, i de nord a sud pels carrers paral·lels i de sentit únic Dorchester i de la Couronne, que conflueixen al nord per a esdevenir la Laurentian Highway. Als carrers secundaris, sobretot hi ha cases o complexos en fileres estretes. L'edifici més alt és la Torre Fresk (20 plantes d'apartaments de lloguer), inaugurada el 2016, a la Place Jacques-Cartier.
El districte té usos urbanístics diversos i una densitat d'edificació relativament alta. Pel que fa a la seva funció residencial, és pot separar en tres sectors diferents:
- La zona al sud del bulevard Charest, que té molt pocs habitatges socials i antics edificis industrials convertits en condominis a la dècada del 2000 i dirigits a joves professionals, a més de diversos habitatges modestos. dúplexs de tres o quatre pisos.
- La zona al nord del bulevard Charest, amb diferència la més gran, té un índex més alt de privació social, diversos habitatges subvencionats i una majoria d'edificis antics de menor densitat, principalment complexos, alguns dels quals estan en ruïnes.
- Al nord, l'ecobarri de Pointe-aux-Lièvres, que s'estén al llarg de l'autopista Laurentian. Es va desenvolupar a la dècada del 2010 i els seus nous edificis estan dirigits en part a famílies joves.

## Història

### Naixement

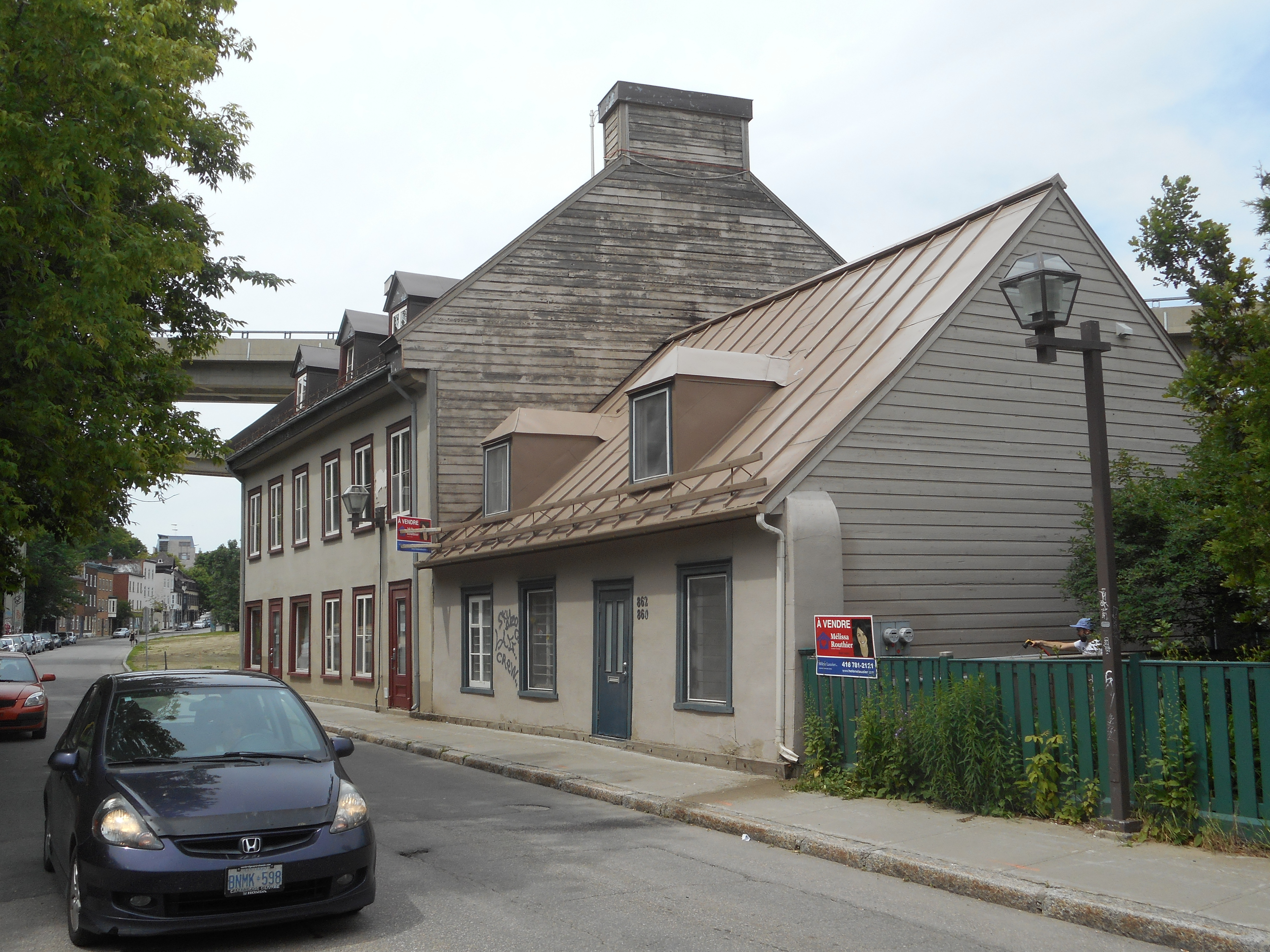
Cases típiques canadenques de Nova França al carrer Saint-Vallier Est.

Saint-Roch és un dels barris més antics de la ciutat de Quebec. A principis del segle XVII, Samuel de Champlain planejà desenvolupar una ciutat model anomenada Ludovica al lloc de l'actual Saint-Roch. El 1620 l'orde religiós dels Recol·lectes hi construí un convent a la vora del riu Saint-Charles. Aquest convent esdevindria més tard, sota la direcció de les agustines hospitalàries, el primer hospital general de la ciutat. El 1692 els recol·lectes van construir una capella dedicada a Sant Roc de Montpeller, però fou destruïda durant la guerra del 1754. Finalment, aquesta ermita donaria nom al carrer Saint-Roch, després al raval, a la parròquia i finalment al barri del mateix nom. L'expansió de la ciutat cap a les terres situades just al nord-est del promontori de Quebec va començar a finals del segle XVII, primer al llarg de l'actual carrer Saint-Vallier Est i al voltant de la Maison Blanche (que encara ocupa el número 870 d'aquest mateix carrer, però que hagué de ser reconstruïda després de l'incendi de 1845). Alhora, els terrenys al voltant de la ciutat foren concedits a uns pocs privilegiats. La vall del riu Saint-Charles s'atribueix, doncs, d'est a oest a Louis Hébert (un dels primers pobladors), als jesuïtes i a altres propietaris. Des de l'època de la colònia francesa, el barri acollí artesans, en particular adobers, que s'establiren al peu del penya-segat.

### Puixança

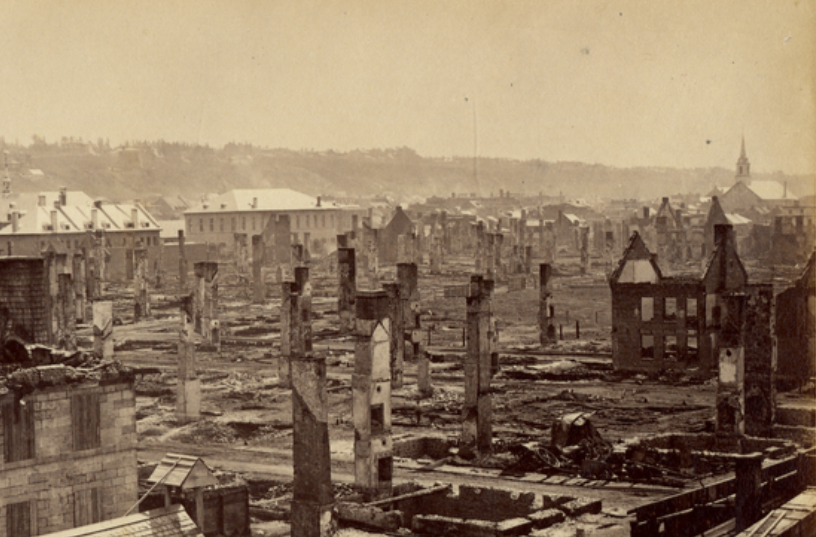
Vista del barri de Saint-Roch l'endemà del gran incendi de 1866.

El districte va tenir un veritable auge a mitjans del s.XVIII amb l'aparició de les drassanes al llarg del riu Saint-Charles. Cap a finals del s. XIX, l'economia de Saint-Roch, centrada principalment en la construcció naval, experimentà un estancament. Cal destacar la diversificació industrial i el desenvolupament del sector comercial, en particular del comerç minorista. No obstant això, diversos incendis assolaren el districte durant aquest segle, com ara els incendis de 1845 i el Gran Incendi de Quebec (1866). El districte experimentà un fort creixement demogràfic després del 1871, testimoni de la seva recuperació després d'un altre incendi el 1870 que assolà els carrers Dorchester, Saint-François Est i de la Chapelle. A partir de 1880 Saint-Roch prosperà sense precedents i diversos alcaldes del Quebec hi van viure: John Lemesurier, Olivier-Napoléon Drouin, Valmont Martin, Télesphore Simard i Oscar Auger; entre altres notables francòfons (caldria esperar uns 100 anys abans que un altre alcalde tornés a residir al districte, Régis Labeaume el 2019).

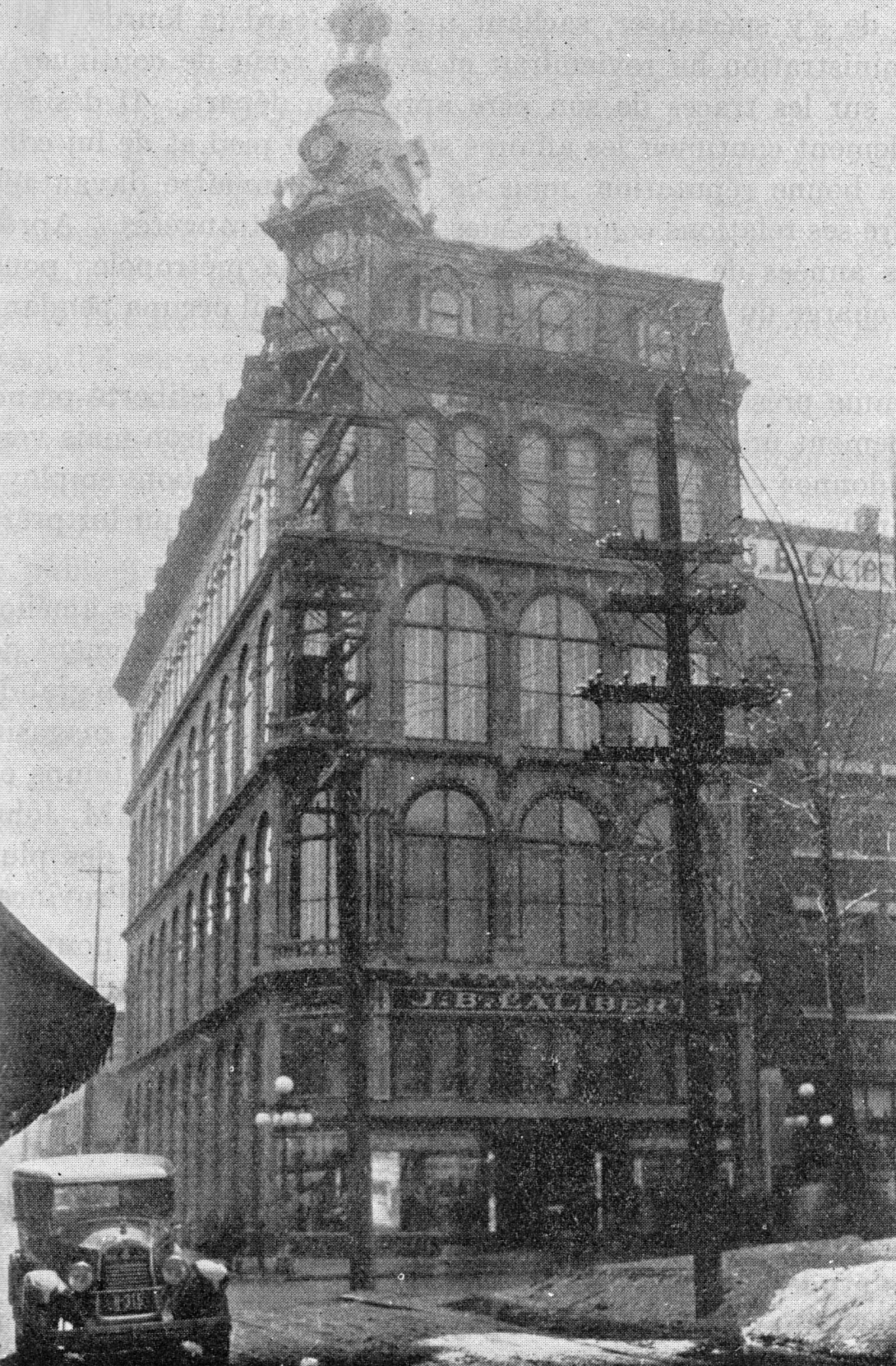
L'edifici Laliberté el 1929.

Des de finals del s. XIX la densificació de Saint-Roch va comportar la construcció de cases de diversos pisos i dúplexs amb entrades individuals, sense galeries ni escales al davant ni reculades, per manca d'espai a les parcel·les existents. En alguns casos es tracta de cases unifamiliars antigues que es densifiquen verticalment o horitzontalment. No obstant això, encara avui en trobem alguns «cases canadenques» recognoscibles pel seu revestiment de pedra, guix o fusta i per la seva teulada amb un fort pendent. A la dècada del 1940, la construcció residencial a la zona es caracteritzava per edificis d'apartaments amb un vestíbul comú i circulació vertical, construïts sobre solars buits o convertint cases existents
El districte de Saint-Roch experimentà el seu apogeu comercial durant la primera meitat del s. XX, sobretot al carrer Saint-Joseph amb els seus grans magatzems que ara han desaparegut, com ara Paquet, Pollack i més tard el Syndicat de Québec i Laliberté. En aquella època, dos terços de la població del que aleshores era la ciutat de Quebec vivien a Saint-Roch o Saint-Sauveur, on vivia la majoria dels francòfons mentre que una població substancial d'anglòfons residia a la part alta de la ciutat o a Petit Champlain.

### Declivi

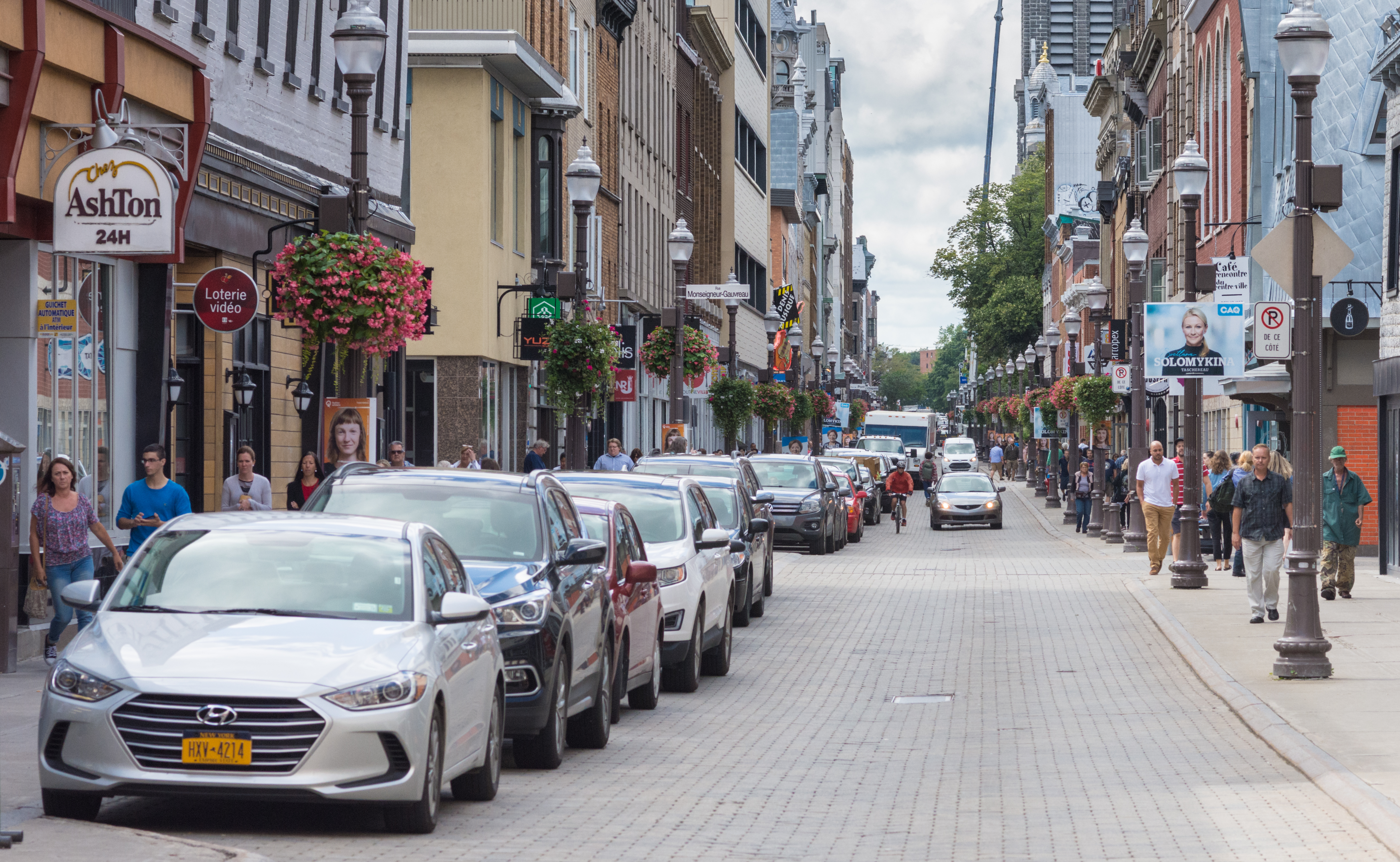
Aquesta part del carrer Saint-Joseph va acollir antigament el Mail.

A partir de mitjans de la dècada de 1950 el districte, com els altres districtes centrals, experimentà una baixada de la població a favor dels suburbis tradicionalment agrícoles però que s'urbanitzaren ràpidament, concretament Sainte-Foy al sud-oest, l'actual districte de Rivières (compost en l'època de Duberger-Les Saules i Neufchâtel) al nord-oest, Charlesbourg al nord i Beauport al nord-est, on hi havia prou espai per construir. bungalows » o cases unifamiliars, amb patis davanters i posteriors individuals. En poques dècades la població de Saint-Roch passà de les 20.000 persones a 5.000, i a finals de la dècada de 1960, la construcció dels accessos de l'autopista Dufferin-Montmorency a la part oriental del districte va requerir la demolició d'aproximadament 300 habitatges i 30 negocis, la totalitat de l'antiga parròquia de Notre-Dame-de-la-Paix.
Per compensar l'èxode de comerciants i clients cap als afores, la ciutat de Quebec i la comunitat empresarial van inaugurar el 1967 un espai públic que s'estenia al llarg del carrer Saint-Joseph, entre els carrers de la Couronne i Monseigneur-Gauvreau. Aquesta secció va ser primer un carrer de vianants i després es cobrí amb una teulada i parets el 1974 per tal que es construís un centre comercial al cor de Saint-Roch. Anomenat Mail Centre-Ville, més tard  Mail Saint-Roch aquest centre comercial que també atreia flâneurs, sovint desfavorits i de vegades considerats indesitjables pels comerciants. De fet, el carrer Saint-Joseph, fins i tot quan estava cobert, continuava existint com a via pública i, per tant, en teoria, hauria de ser accessible a tothom, en tot moment, sobretot perquè els residents de les plantes superiors i els seus visitants només podien accedir als allotjaments des de la planta baixa dels edificis, al nivell del carrer. L'aspecte descuidat del Mail també li ha valgut la seva ració de crítiques. Per exemple, les rajoles del terra sovint es feien malbé pel pes del pas dels vianants, i el vidre de plexiglàs del teulat era de difícil accés i, conseqüentment, es netejava amb poca freqüència.

### Renaixement

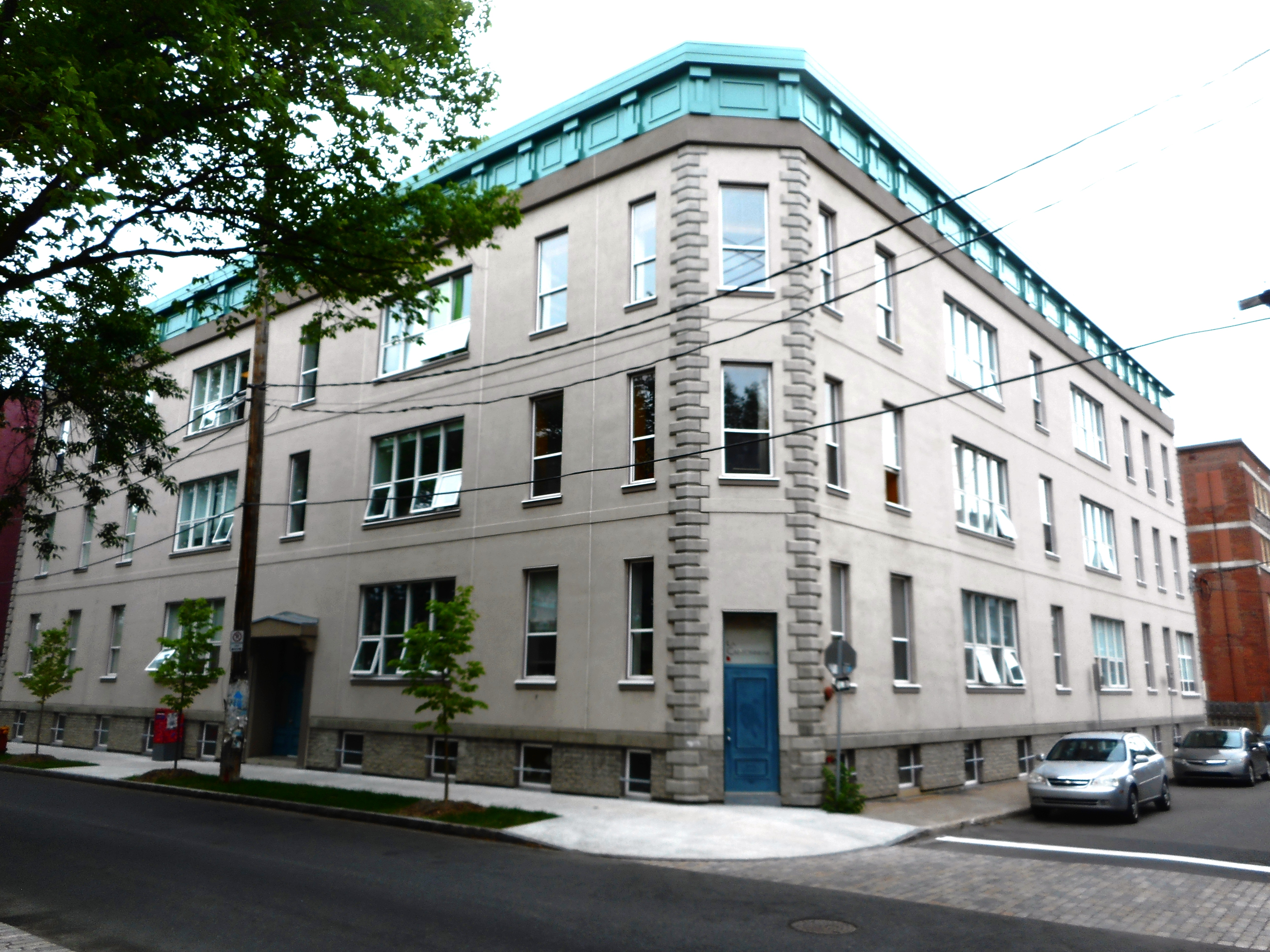
Reconversió de l'antiga fàbrica de Royal Paper Box Co., al bulevard Langelier.

A finals de la dècada del 1990 les autoritats municipals endegaren un programa de revitalització comercial als carrers Crown i Dorchester, així com al carrer Saint-Joseph, que feu necessària la demolició gradual del Mail entre el 2000 i el 2007. A banda de la renovació de façanes d'aquestes artèries, el programa també incloïa la reconversió d'antigues fàbriques que havien tancat o traslladat. Per exemple, les antigues naus industrials de la F. X. Drolet i la del Dominion Corset es van transformar en oficines municipals, i altres com la de la Royal Paper Box en estudis d'artistes o cooperatives d'habitatge.
El març del 2000 l'Ajuntament començà la primera fase de les obres de demolició del centre comercial, un tram 301 m entre els carrers de la Couronne i del Pont. Les persones marginades i els agents comunitaris denunciaren aquest desmantellament, argumentant que el Mail s'havia convertit en un lloc públic de reunions i descans per a alguns. Per satisfer les seves necessitats les autoritats posaren en marxa més centres de dia a la part baixa de la ciutat, en particular al soterrani de l'església de Saint-Roch.
A principis dels anys 2000 es van construir grans edificis d'oficines al bulevard Charest i als seus voltants, a la zona dels carrers de la Couronne i Dorchester, entre altres coses per allotjar la seu de la Universitat del Quebec, així com oficines d'empreses d'informàtica i videojocs atretes pels incentius governamentals.

## Retrat del barri

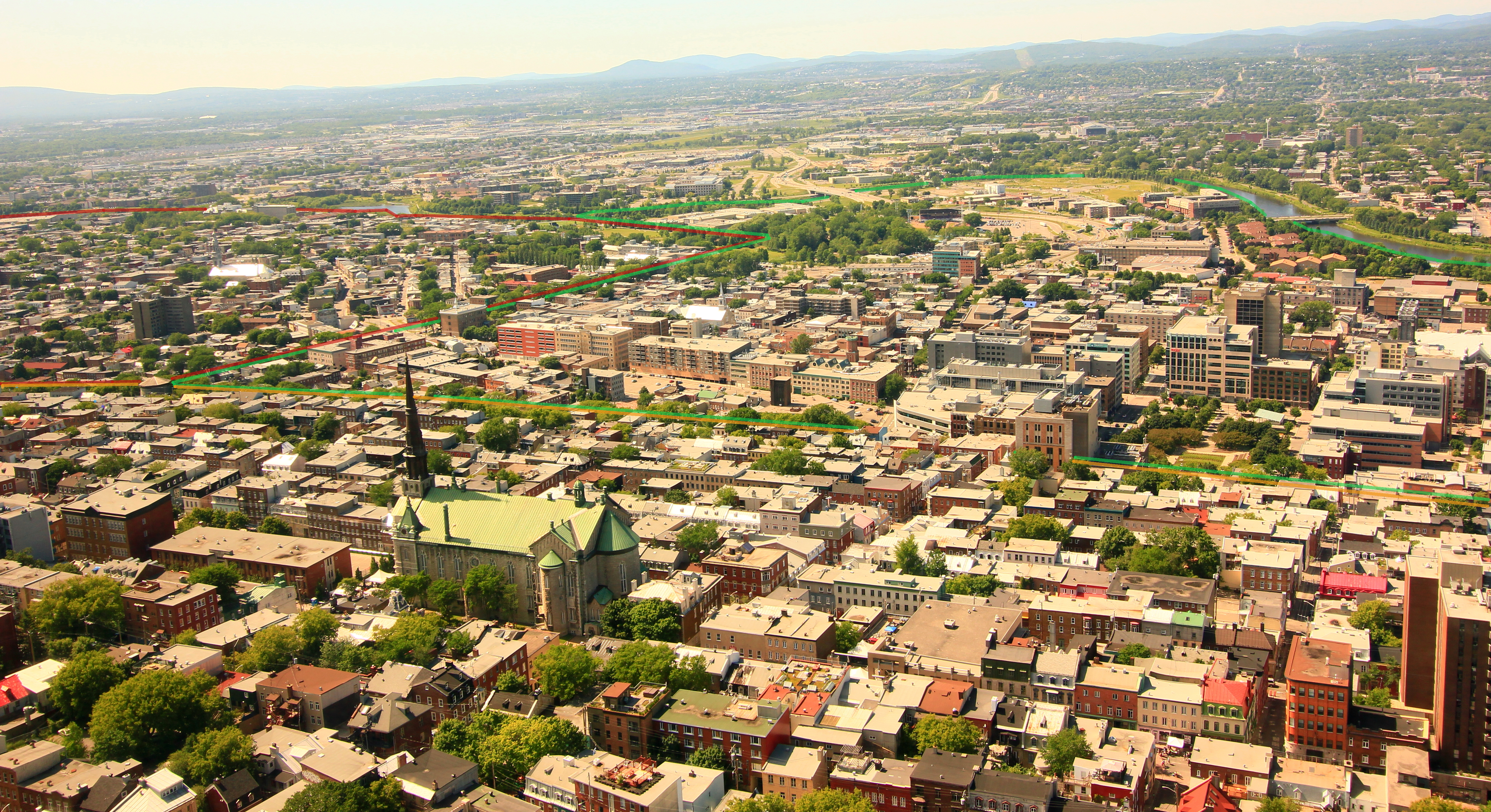
Vista parcial occidental del districte, delimitat per una franja verda.

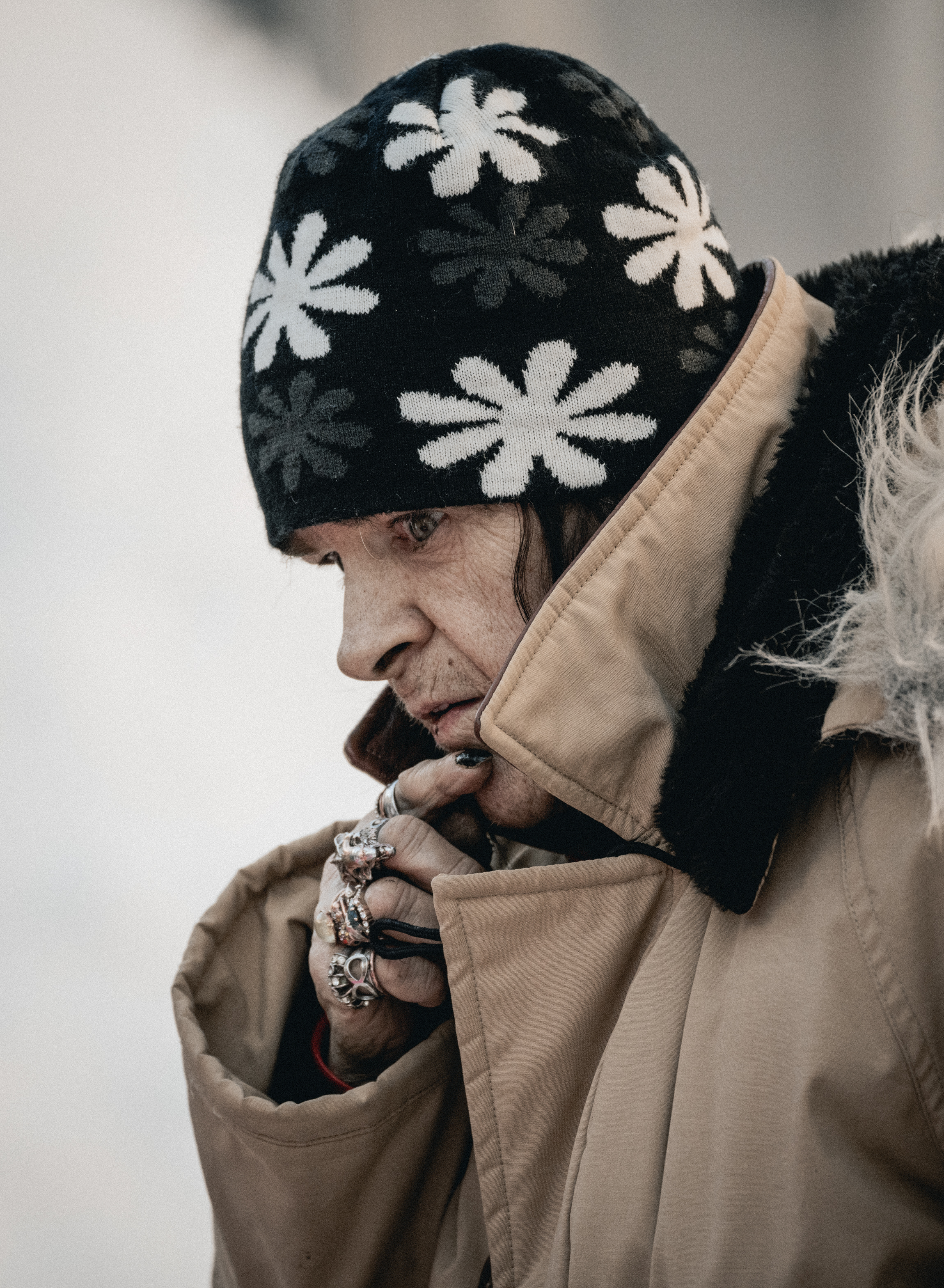
Un home caminant pel barri de Saint-Roch. Febrer de 2023.

Des de la dècada del 1990 Saint-Roch ha anat revitalitzant-se, sobretot al carrer Saint-Joseph i al bulevard Charest. De fet, el nombre de persones que hi treballen ha augmentat en 40 % entre 1996 i 2017, i la seva població augmentà en un miler d'habitants entre 1991 i 2017.
Malgrat la seva revitalització el barri continua sent un dels més desfavorits de la ciutat. El 2006 la taxa d'atur era d'uns 26 %, enfront del 10,9 % per a la Comunitat Metropolitana de Quebec. Aquesta estadística, però, ha disminuït dràsticament, arribant al 2016, al 8 % per al barri i al 5 % a tota la ciutat.
Pel que fa a l'habitatge social o assequible, el 2006 hi havia aproximadament 600 unitats tipus HLM - habitation à loyer modique - (12,5 % de tots els habitatges del districte) i 1000 del tipus cooperativa d'habitatge (20,9 % del districte). El 2017 aquests dos tipus representaven 24 respectivament % i 12,6 % de l'habitatge assequible al districte i a la ciutat, que en ambdós casos manté les concentracions més altes.
Saint-Roch també és on es registra el nombre més alt de delictes relacionats amb drogues al Quebec. El 2012 dels 1.202 delictes d'aquest tipus registrats pel Servei de Policia a la ciutat, n'hi va haver 152 a Saint-Roch (és a dir, 20 per cada 1.000 habitants), per davant del districte de Vieux-Moulin (83 delictes, és a dir, 5,9 per cada 1.000 habitants). També és a Saint-Roch que les autoritats planegen des del 2017 construir, no sense controvèrsia, un centre supervisat de venipunció a la cantonada dels carrers Sainte-Marguerite i Monseigneur-Gauvreau, a l'ombra del viaducte de l'autopista Dufferin-Montmorency.
Atès que es considera un dels barris més desfavorits de la ciutat de Quebec, el Departament de Policia de la ciutat de Quebec destina dos milions de dòlars canadencs a la vigilància del barri. D'aquests 2 milions, 655.302 dòlars es destinen a afegir personal per a aquesta patrulla.

## Demografia
Al cens del 2016 el perfil demogràfic del districte era el següent:
- La seva població representava 7,2 % del districte i l'1,5 % de la ciutat.
- L'edat mitjana era de 42,1 anys, mentre que la mitjana de la ciutat era de 43,2 anys.
- població immigrant : 14 % del districte, enfront del 7,2 % a la ciutat.
- 23,1 % dels veïns eren propietaris i el 76,9 % inquilins.
- Taxa d'activitat del 64,9 % i una taxa d'atur del 8 %.
- Ingressos bruts mitjans de les persones de 15 anys o més 34.101 dòlars.

## Llocs d'interès
- Església de Saint-Roch [24](1920), va substituir la de 1816
- Antiga església Notre-Dame-de-Jacques-Cartier,[25] actual cooperativa solidària Nave - Notre-Dame-de-Jacques-Cartier
- Le Soleil, un diari del Quebec fundat el 1896

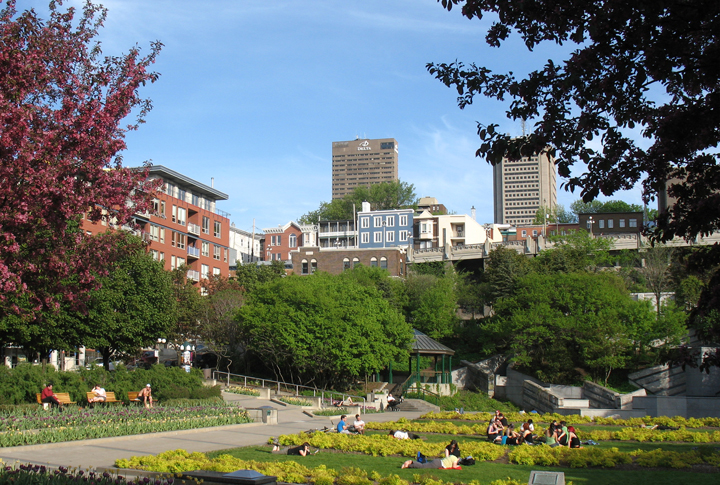
Jardí Jean-Paul-L'Allier
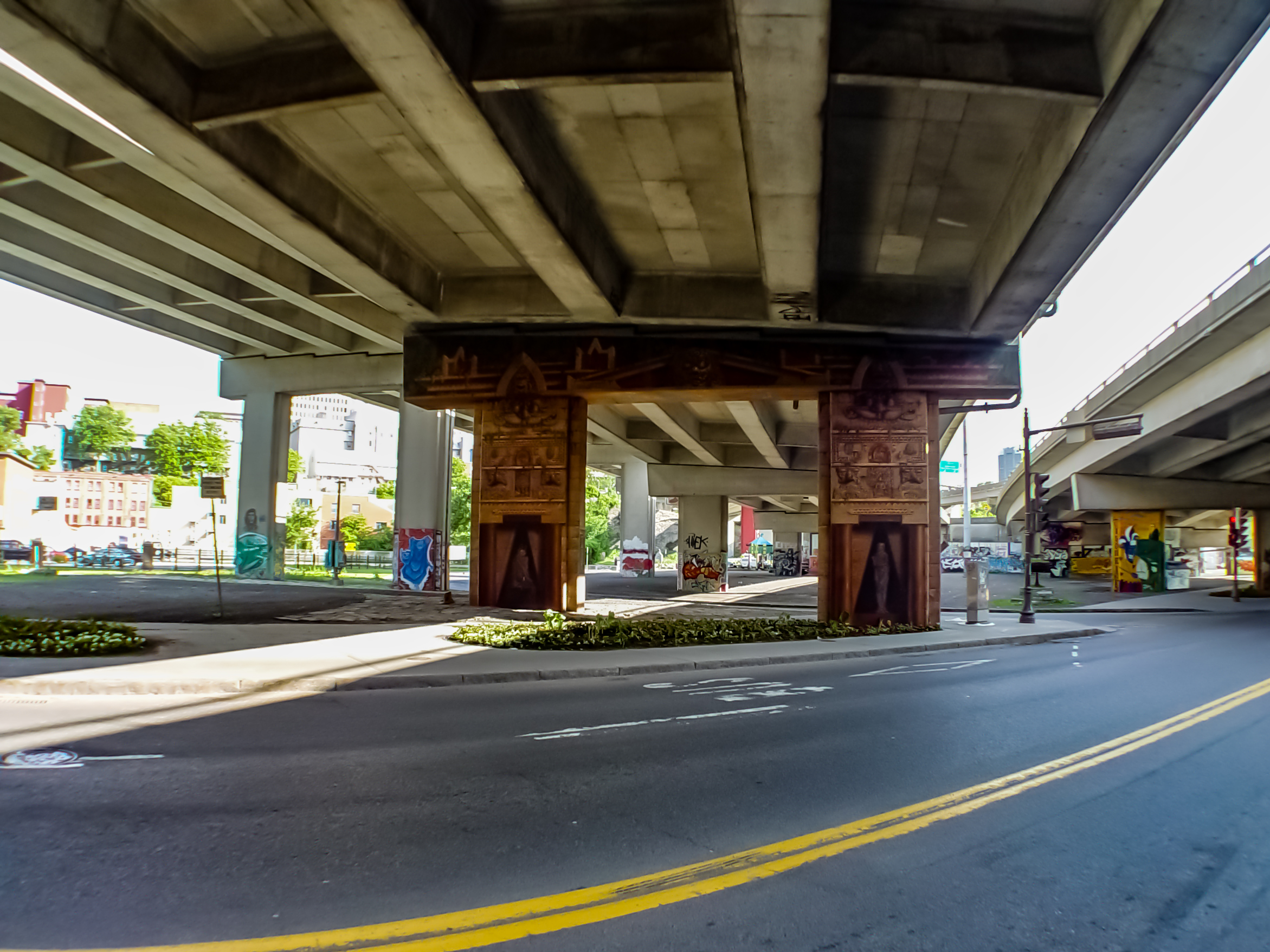
Bulevard Charest sota l'autopista 440 (Dufferin-Montmorency), el 2004. La via d'accés de la dreta va ser enderrocada el 2007
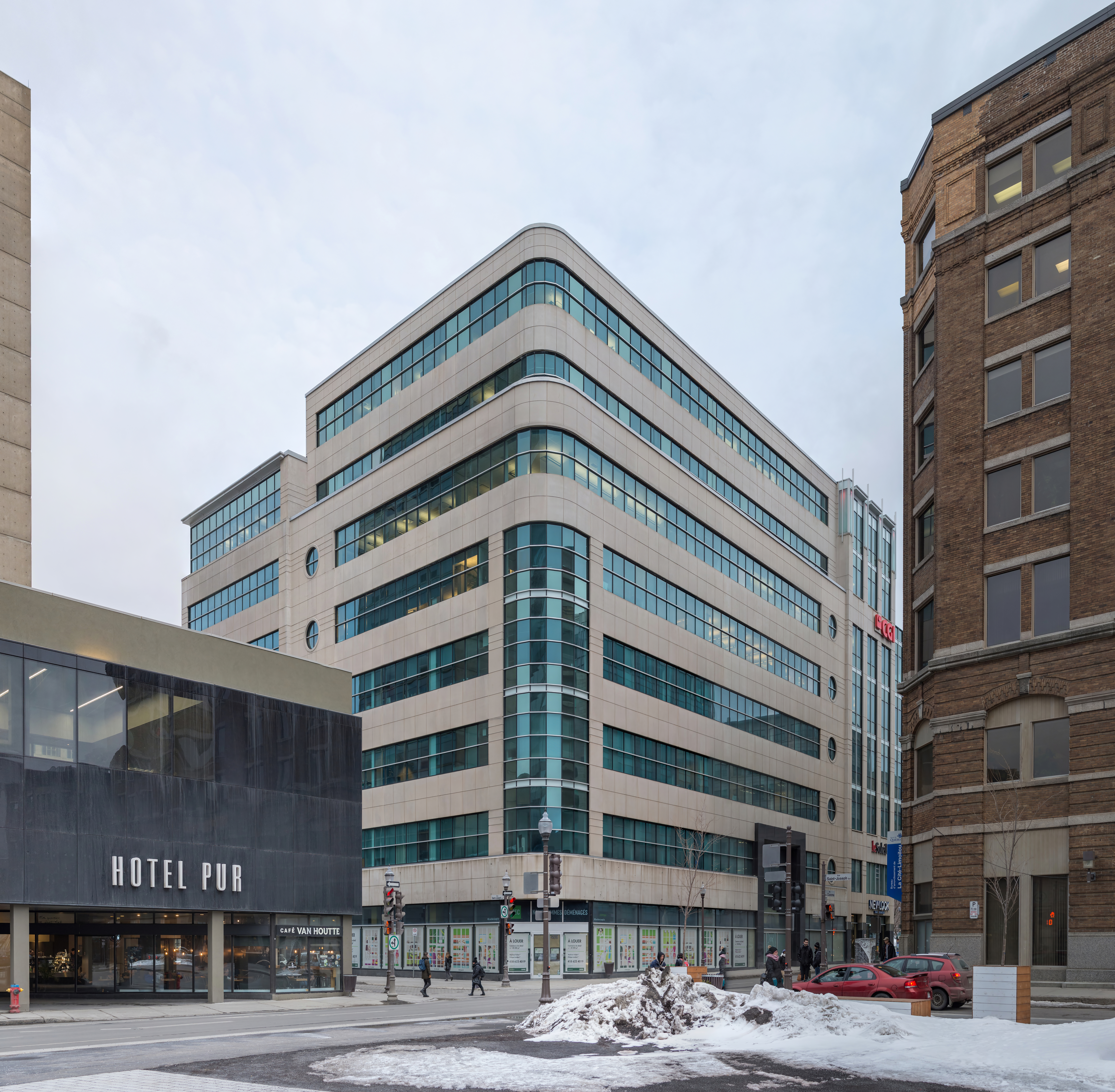
L'edifici Le 410 Charest (els principals ocupants del qual són el diari Le Soleil i l'empresa CGI).
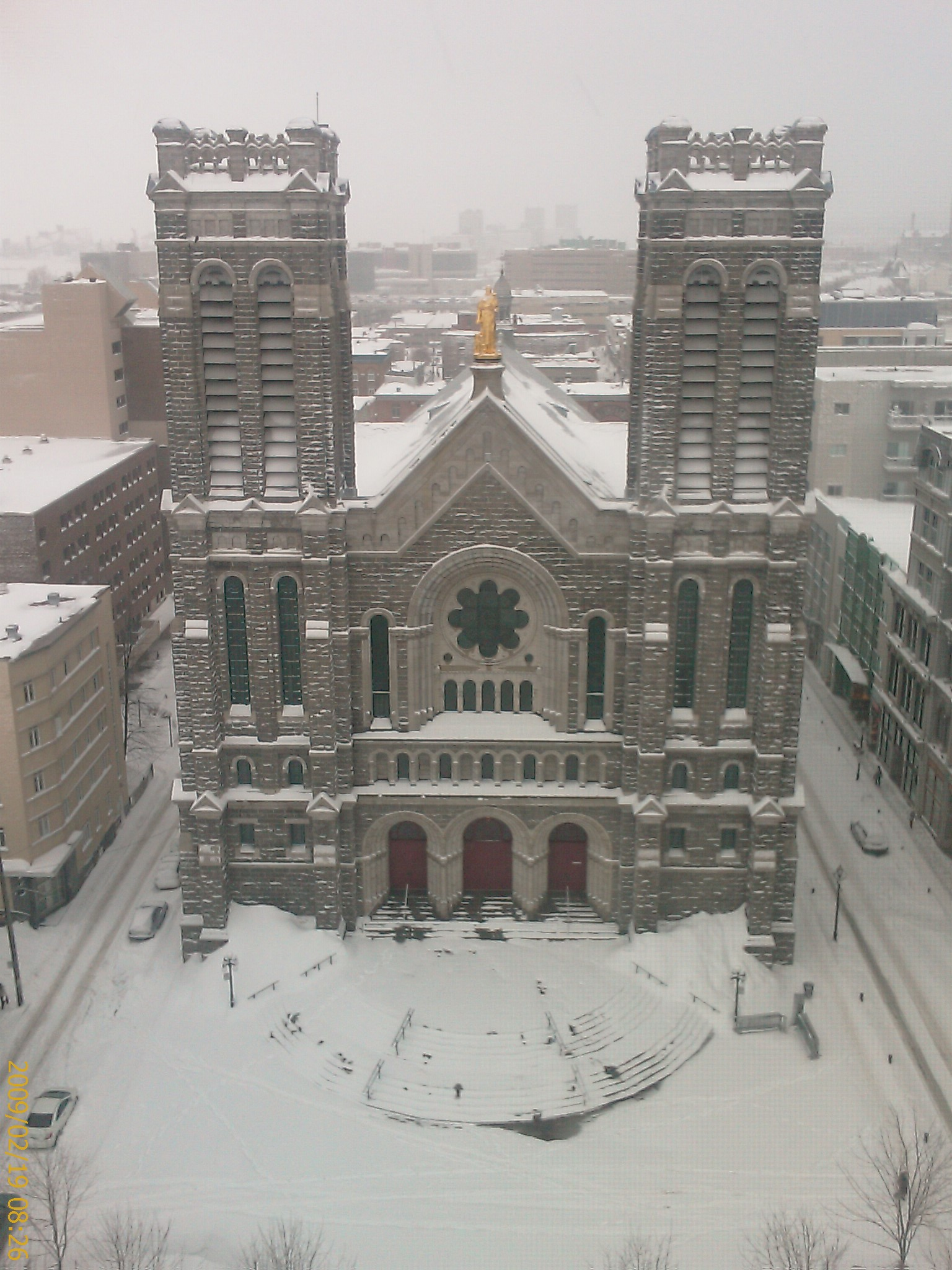
L'església de Saint-Roch i el seu pati, vistos des de l'hotel PUR
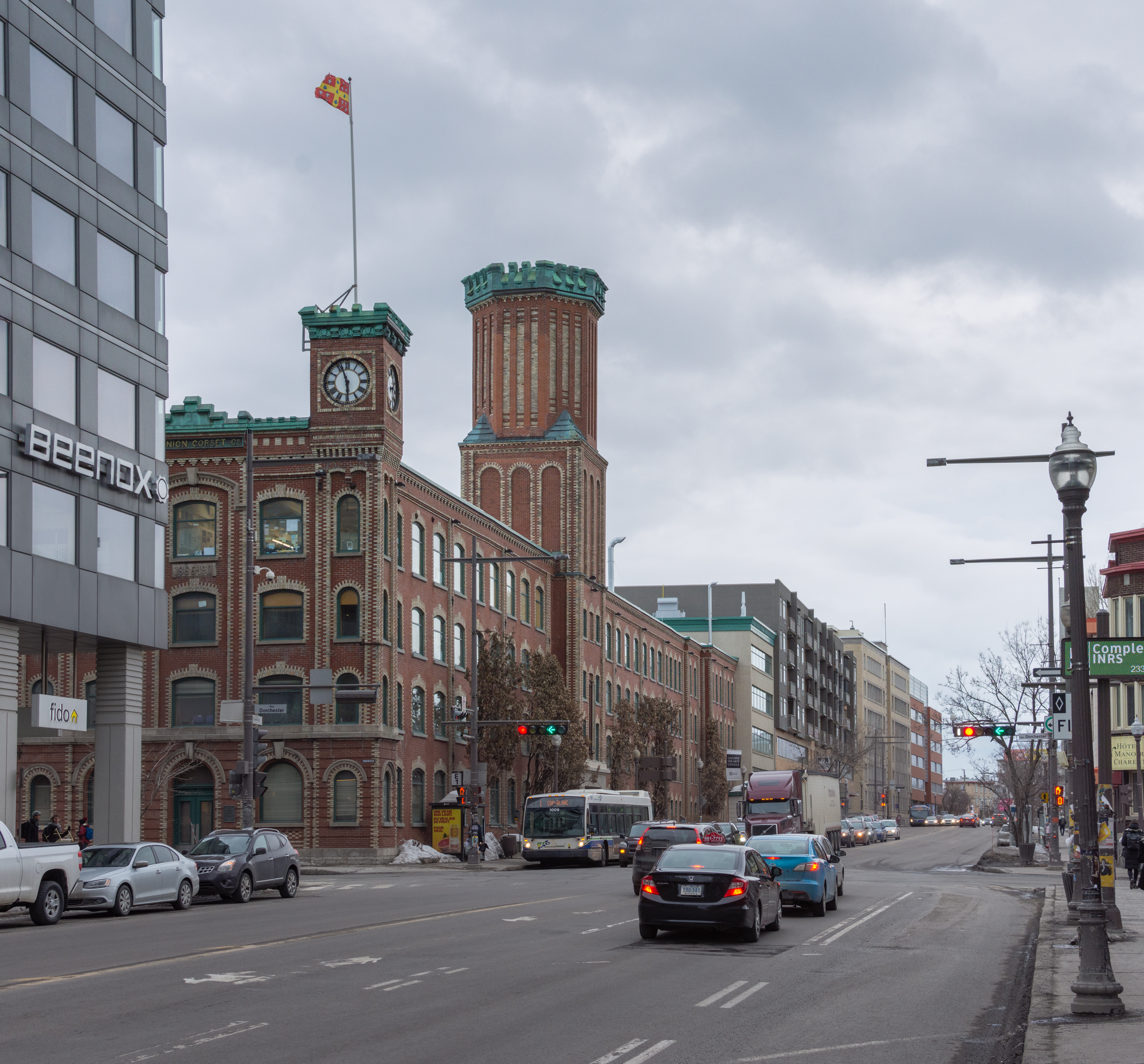
L'Edifici de La Fabrique